# Nigeria aux Jeux olympiques d'hiver de 2026
Le Nigeria  participera aux Jeux olympiques d'hiver de 2026 à Milan et Cortina d'Ampezzo, en Italie, du 6 au 22 février 2026. Il s'agit de sa troisième participation aux Jeux d'hiver.

## Délégations
| Sport       | Hommes | Femmes | Total |
| ----------- | ------ | ------ | ----- |
| Ski de fond | 1      | 0      | 1     |
| Total       | 1      | 0      | 1     |

## Médaillés
| Sport | Discipline | Athlète(s) | Performance | Date |
| ----- | ---------- | ---------- | ----------- | ---- |
|       |            |            |             |      |

| Sport | Discipline | Athlète(s) | Performance | Date |
| ----- | ---------- | ---------- | ----------- | ---- |
|       |            |            |             |      |

| Sport | Discipline | Athlète(s) | Performance | Date |
| ----- | ---------- | ---------- | ----------- | ---- |
|       |            |            |             |      |

## Résultats

### Ski de fond
| Athlète | Épreuve | Classique | Classique | Libre | Libre | Total | Total |
| Athlète | Épreuve | Temps     | Rang      | Temps | Rang  | Temps | Rang  |
| ------- | ------- | --------- | --------- | ----- | ----- | ----- | ----- |
|         |         |           |           |       |       |       |       |
|         |         |           |           |       |       |       |       |
|         |         |           |           |       |       |       |       |